# Římskokatolická farnost Bobrová
Římskokatolická farnost Bobrová je územním společenstvím římských katolíků v rámci žďárského děkanství brněnské diecéze s farním kostelem svatého Petra a Pavla.

## Historie farnosti
Na počátku 18. století místní farní kostel svatého Petra a Pavla, jehož stavební vývoj můžeme vysledovat až do doby románské, nevyhovoval požadavkům na funkční provoz. Farnost v Horní Bobrové spadala tehdy pod cisterciácký klášter ve Žďáru nad Sázavou, jehož tehdejším opatem byl Václav Vejmluva, který hojně využíval služeb Jana B. Santiniho. Přestože nejsou dochovány žádné písemné zprávy o Santiniho vztahu ke stavbě v Horní Bobrové, je pravděpodobné, že byl projekt na přestavbu zadán právě Santinimu. Projekt stavební akce se datuje k roku 1714, vysvěcení kostela proběhlo 5. října 1722 za účasti olomouckého světícího biskupa Františka Julia hr. Braida.

## Duchovní správci
Farářem byl od 1. srpna 2012 R. D. Vít Fatěna. S platností od srpna 2018 byl ve farnosti ustanoven administrátorem excurrendo R. D. Mgr. Michael Macek.

## Bohoslužby
| Kostel                | Místo         | Bohoslužba (den) | Hodina      | Poznámka        |
| --------------------- | ------------- | ---------------- | ----------- | --------------- |
| svatého Petra a Pavla | Horní Bobrová | neděle pátek     | 10.45 18.00 | farní kostel    |
| svaté Markéty         | Dolní Bobrová |                  |             | filiální kostel |

## Aktivity ve farnosti
Dnem vzájemných modliteb farností za bohoslovce a bohoslovců za farnosti brněnské diecéze je 24. únor. Adorační den připadá na 28. května.
Ve farnosti se pořádá tříkrálová sbírka. V roce 2016 se při sbírce vybralo v Bobrové 25 769 korun, v Bohdalci 15 562 korun, v Podolí 6 522 korun, v Mirošově 6 097 korun a v Radešíně 8 285 korun.  V roce 2018 činil výtěžek sbírky jen v Bobrové 28 308 korun.